# Ved Volden
Ved Volden er en lille sidegade til Prinsessegade på Christianshavn.

## Historie og Arkitektur
Navnet "Ved Volden" refererer til den historiske Christianshavns Vold. Ved Volden betegner også den hesteskoformede ejendom omkring gaden. Den er en rødstens funkis-bygning fra 1938-39, som rummer 154 ejerlejligheder og en stor møbelforretning, Vestergaard Møbler. Bygningen omkranser et lille haveanlæg direkte ud mod volden.